# Джозефа Каріно Таулі
Джозефа Каріно Таулі (Сіва) — філіппінська екологічна активістка, член Керівного комітету та Координатор спільної політики у Глобальній молодіжній мережі з біорізноманіття. Вона підтримує активну участь та внесення пропозицій до Конвенції про біологічне різноманіття та дотримання прав корінних народів у межах цієї конвенції.

## Діяльність
Джозефа належить до клану Ібалой Канканай з народу Ігорот  з Філіппін.
З 2018 року і по сьогодні вона координатор Глобальної молодіжної мережі біорізноманіття (GYBN) у Південно-Східній Азії. Її академічний досвід щодо збереження біокультурного різноманіття у поєднанні з досвідом у координації низових ініціативах молоді корінних народів та правозахисної роботи щодо біорізноманіття сприяли оприлюдненню позицій Глобальної молодіжної мережі з біорізноманіття.
Джозефа була серед молодіжної делегації, яка відвідала низку зустрічей з Конвенції та брала участь у багатьох обговореннях: 
- CBD COP14 та перше засідання робочої групи відкритого складу (OEWG1)),
- одинадцяте засідання Міжсесійної робочої групи відкритого складу зі статті 8 (WG8J11)
- двадцять четверте засідання Допоміжного органу з наукових, технічних і технологічних консультацій (SBSTTA 23)[3]